# Nishiaizu
Nishiaizu (jap. 西会津町 Nishiaizu-machi) – miasto w Japonii, na wyspie Honsiu, w prefekturze Fukushima. Według danych na rok 2020 miejscowość zamieszkiwało 5 770 mieszkańców , a gęstość zaludnienia wyniosła 19,4 os./km².